# Tocqueville (Mancha)
Tocqueville é uma comuna francesa na região administrativa da Normandia, no departamento da Mancha. Estende-se por uma área de 5,9 km². Em 2010 a comuna tinha 277 habitantes (densidade: 46,9 hab./km²).